# Trochetia parviflora
Espèce
Trochetia parviflora est une espèce de plantes arbustives appartenant au genre Trochetia de la famille des Malvaceae. C'est une espèce endémique de l'île Maurice.

## Description
Cet arbuste habituellement bas aux nombreuses branches peut atteindre toutefois trois mètres de hauteur. Son écorce est plus fine que chez les Trochetia uniflora et Trochetia triflora. Ses petites fleurs, en forme d'entonnoir par trois, vont du blanc au rosé avec un sépale de 6,3 mm à 7,6 mm. Les pétales sont larges et pas plus longs que les sépales et les étamines fort courtes. Son nectar est jaune vif. La floraison a lieu de mai à juillet. Ses fruits de couleur verte sont placés aux branches par groupes de trois. Ses feuilles à la base plutôt ronde sont oblongues et entières, et mesurent entre 2,5 et 3,8 cm.

## Habitat
Autrefois la plante était observée dans la forêt vierge de Montagne Ory. Le botaniste Philip Burnard Ayres en a recueilli les derniers spécimens en 1863, puis la plante a été considérée comme disparue, jusqu'à ce que l'on en redécouvre soixante-trois individus en avril 2001 sur un versant rocheux du Corps de Garde. Cette découverte effectuée par les botanistes mauriciens Vincent Florens et Jean-Claude Sevathian et leur équipe a donné lieu à des publications. Les experts estiment que la plante a disparu de son habitat originel distant de six kilomètres de Corps de Garde, à cause de l'invasion de plantes non endémiques et de la prédation des graines par les rats et les singes introduits sur l'île. Elle est menacée aujourd'hui par les incendies et les glissements de terrain. Un autre exemplaire est découvert en 2009 au mont Laporte.